# 横浜一庵
横浜 一庵（よこはま いちあん、天文19年（1550年） - 文禄5年閏7月13日（1596年9月5日））は、安土桃山時代の武将・大名。剃髪した天正17年7月以降には別名の「大蔵卿法印」も使用されており、別字の「一晏」もこの頃から使用された。
俗名は「良慶」（誤伝で「光慶」と表記される場合もある）、「正勝」とも。室は藤堂高虎の6女（養女）。子に、娘（藤堂高虎の外孫・半井成近の室）、娘（小堀正次の側室。正春を生む）のほか、横浜茂勝は子といわれている。

## 生涯
天文19年（1550年） 、誕生。父親の名前は四郎三郎と伝わり、天正19年1月9日に喧嘩が原因で死去した。
豊臣秀長（豊臣大納言家）に仕え、史料には秀長の大和入国以降に名が見られるようになる。羽田正親、小川下野守とともに秀長の三家老として内政を担当し、大和国内で5万石を領した。これは当時の秀長の家臣中で最も高禄であった。
天正13年（1585年）3月21日に鍬初めが行われた和歌山城の普請奉行を藤堂高虎・羽田正親とともに勤めた。春日大社の石垣補修などの普請奉行にも名が見られ、また秀長と領内の興福寺の取次的な役割を担っていた。天正15年（1587年）の豊臣氏による九州平定では裏方として在国で留守を預かった。
秀長領における内政は一庵と小堀正次の両名を頂点として運営されており、天正19年（1591年）には小堀と連名で法広寺大仏殿の造営に2,500石を出している。秀長の死後は、その養嗣子で僅か13歳の秀保に引き続き仕えた。文禄の役で秀保が出陣した際は留守を預かり、しばしば京・伏見へ出張しており、文禄2年（1593年）閏9月23日には秀長の兄・豊臣秀吉の茶会に参加した。
文禄3年（1594年）4月、秀保が死去し豊臣大納言家は断絶した。その後に大和郡山を拝領した増田長盛には仕えず、秀吉の直参となった。
慶長元年（1596年）の慶長伏見地震で圧死した。
郡山城本丸に属する「常盤曲輪」は、一庵がここに屋敷を与えられたので、「本丸法印曲輪」といわれていたが、江戸時代に柳沢氏が藩主になった時に改称された。梅林門も一庵丸門と称したが、改名された。